# 銀河団

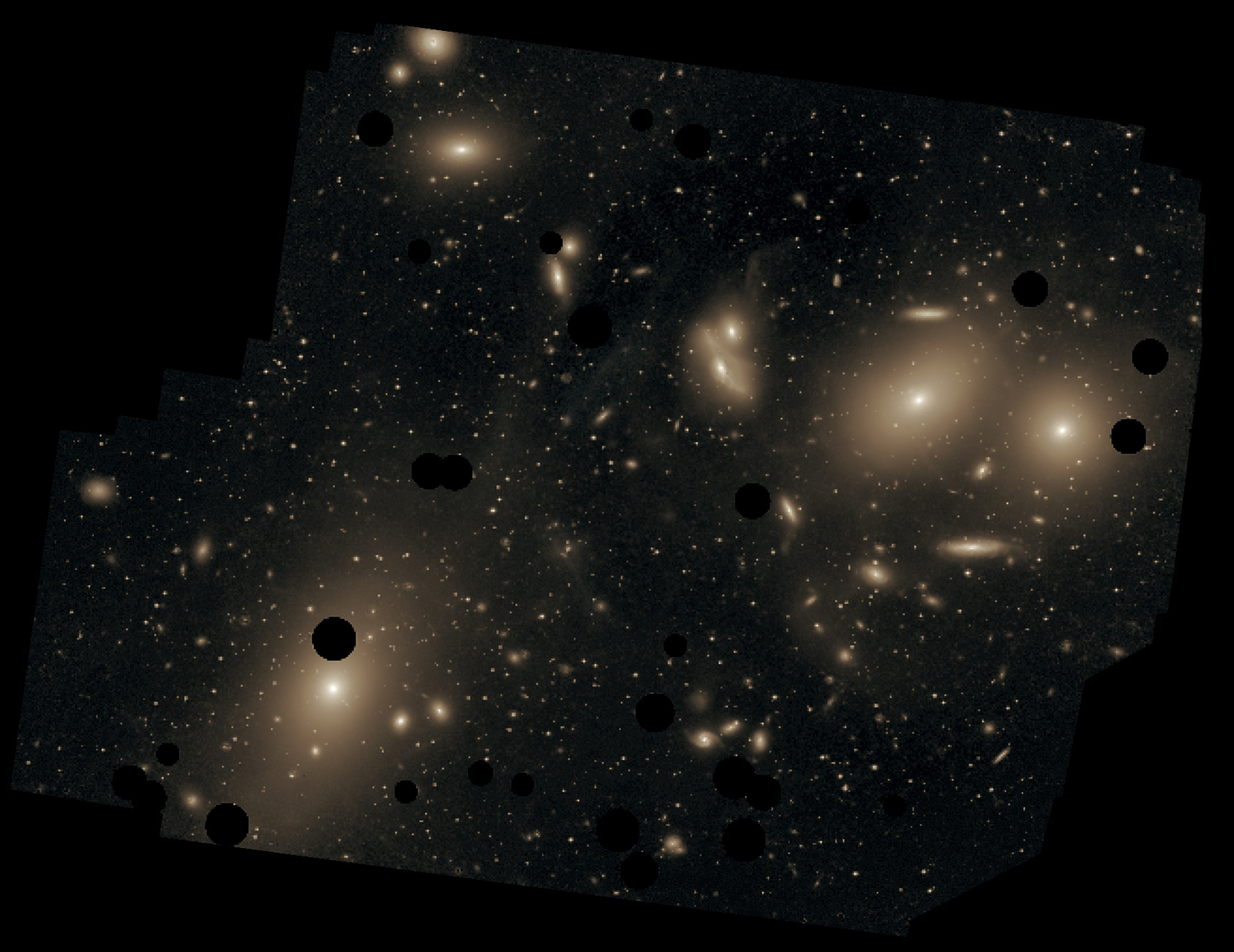
おとめ座銀河団

銀河団（ぎんがだん、英: cluster of galaxies、英: galaxy cluster）は、多数の銀河が互いの重力の影響によって集団となったもの。銀河の数は数百から1万におよぶ。規模の小さいものは銀河群と呼称される。

## 銀河団の特徴
銀河団は通常、以下のような特徴を持つ。
- 数百個から数千個規模の銀河からなり、これに付随するX線を放射する高温ガス、質量の大半を占める暗黒物質(ダークマター)から構成される。
- 銀河団の全質量は1014～1015太陽質量である。
- 銀河団の典型的な直径は約4-6Mpcである。
- 銀河団内の個々の銀河の速度分散は約800～1000km/sである。
- 銀河団同士の平均距離はおよそ10Mpcである。
- 銀河団内を構成する銀河、高温ガス、ダークマターのそれぞれの質量分布はどれもほぼ同じであると考えられてきたが、近年、構造形成過程にある銀河団（衝突銀河団）ではそれとは大きく異なる分布を示すものが発見されている。

## スケールの違いによる銀河団の分類

### 銀河群
銀河団のなかでも、より小さな領域に数十個程度の規模で集まるものを銀河群、またはよりわかりやすくコンパクト銀河群と呼ぶことがある。Paul Hickson は1982年にこのような銀河群をヒクソン・コンパクト銀河群という銀河カタログにまとめている。太陽系を含む銀河系（天の川銀河）が属している銀河群は局所銀河群と呼ばれ、最大規模のアンドロメダ銀河を始め40個以上の銀河が含まれている。
典型的な銀河群に含まれる銀河はせいぜい50個程度で、銀河群の直径は約2Mpc程度である。銀河群の質量はおよそ1013太陽質量である。銀河団内の銀河は互いに重力で拘束されており、銀河団のサイズと各銀河の固有運動速度から、今後10億年単位で衝突・合体して巨大銀河に集約すると考えられている。

### 超銀河団
銀河群や銀河団やいくつかの孤立した銀河は超銀河団と呼ばれるより大きな構造を形作っている。1978年に初めて発見され、かみのけ座超銀河団と名付けられた。局所銀河群はおとめ座超銀河団に含まれる。

### 超銀河団Complex
銀河団や超銀河団の距離分布の観測（銀河サーベイや赤方偏移サーベイ）から、これらがさらに大きな空間スケールで集まっている構造が知られるようになった。観測によれば、分布は物質はフィラメント状に、大きな空洞の周りを取り囲む壁のような構造を作って集まっている。このような宇宙の大規模構造を探る方法は、ガンマ線バーストやクエーサーの分布など銀河団以外に対しても行われ、さらに大きな構造も発見されている。

## 理論
可視光で観測すると、銀河団は多数の銀河が互いの重力によって銀河が引き合って形成された集団のように見える。しかし、銀河団内の銀河の運動速度は、可視光で見えている銀河同士の重力で束縛されているとするには速すぎる。このことから、銀河団には光では観測できない別の質量成分が存在することが示唆される。
X線での観測によって、銀河団には高温の銀河団ガスがあり、X線源は約108Kという非常に高温のガスの熱制動放射によるものであることが明らかになっており、ガスの総質量も目に見える物質の大半を占める膨大な量である。しかし、静水圧平衡にあると仮定して求めた銀河団と銀河団ガスの総質量を考慮に入れても、これらを銀河団の中に束縛するのには十分ではなく、実際の総質量はずっと大きい。この見えない正体不明の質量成分は暗黒物質(ダークマター)と仮定されている。典型的な銀河団では、銀河として存在するのはおそらく全質量の数%程度、X線を放射する高温ガスが約20%に過ぎず、残りはダークマターが占めていると考えられている。
これまでの観測から、地球から少なくとも 80 億光年かなたにまで宇宙の大規模構造がつながっていることが確認され、また宇宙誕生からわずか 10 億年後に既に形成されつつある原始銀河団が見つかっている。 銀河は宇宙初期の小さな密度揺らぎが重力によって成長して形成されたと考えられている。銀河が群れ集まった銀河団や超銀河団などの大規模構造も、長い宇宙の歴史の中で重力がつくりあげた物質分布のパターンだと考えられる。。

## 主な銀河団
- おとめ座銀河団
- かみのけ座銀河団
- うみへび座銀河団

## ギャラリー

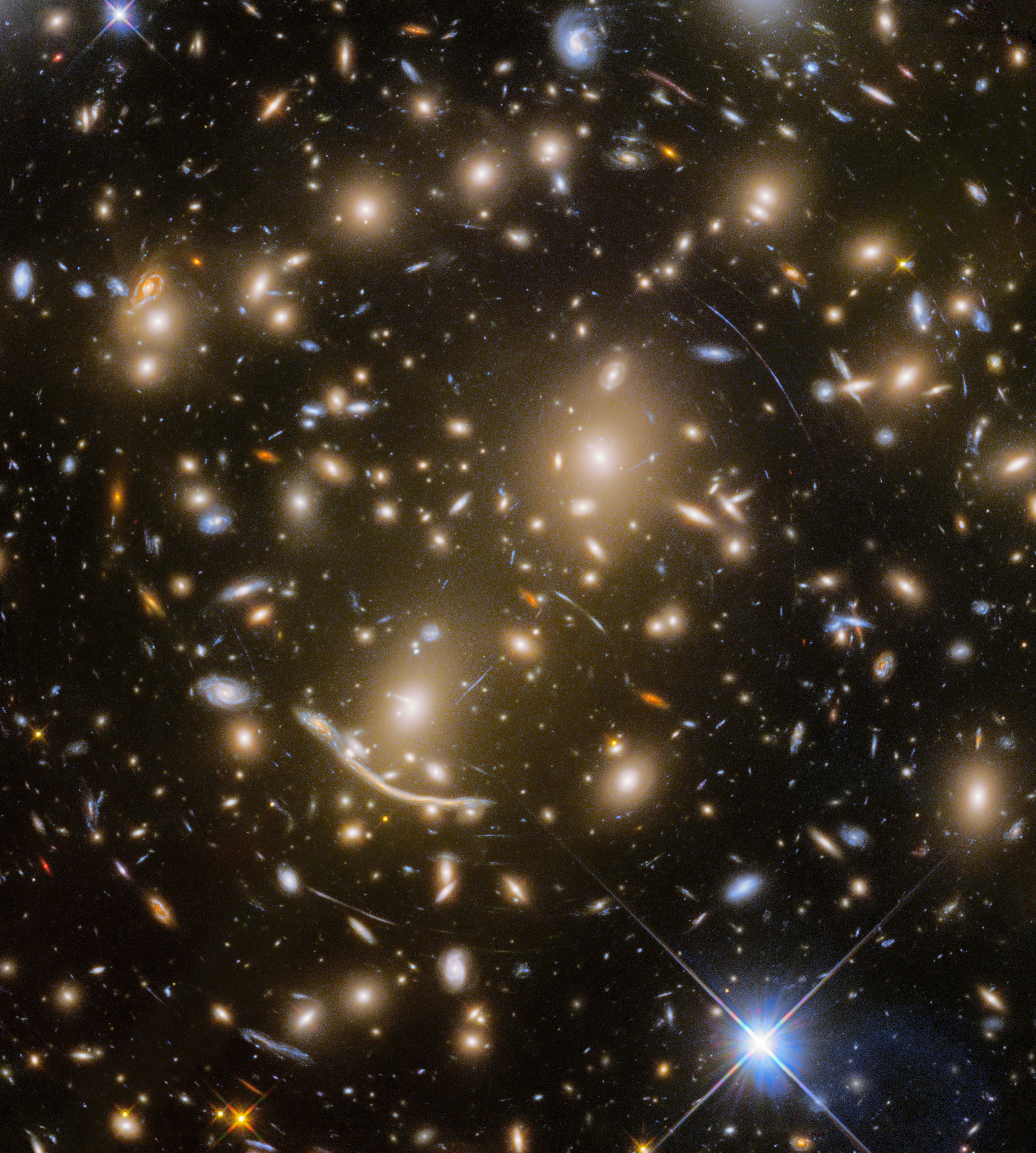
くじら座の銀河団「Abell 370」